# Musawah
Musawah (Arabisch voor gelijkheid) is een beweging van islamitische vrouwen die sinds 2009 wereldwijd actief is. De beweging wordt geleid door moslim-feministen en richt zich op vrouwenrechten in de islamitische wereld, het islamitische familierecht en op mensenrechten in algemene zin. Musawah wil aantonen dat de beginselen gelijkheid en rechtvaardigheid verankerd zijn in de Koran. 

## Ontstaan en missie
Het initiatief voor de oprichting van Musawah werd genomen door twaalf vrouwen uit Egypte, Gambia, Indonesië, Iran, Maleisië, Marokko, Nigeria, Pakistan, Qatar, Turkije en het Verenigd Koninkrijk. Zij vormden een oprichtingscomité dat in maart 2007 in Istanboel bijeenkwam. De officiële oprichting volgde in februari 2009 tijdens een bijeenkomst van 250 moslimactivisten, wetenschappers, juristen en beleidsmakers in Kuala Lumpur. Tijdens deze bijeenkomst werd er onder andere gediscussieerd over het recht van islamitische vrouwen om een echtscheidingsprocedure te starten, de vraag hoe vrouwen weerwoord kunnen geven aan geestelijken die van mening zijn dat de Koran een man het recht geeft om zijn vrouw te slaan, en actie tegen gedwongen huwelijken. 
Mona Eltahawy, een Egyptisch-Amerikaanse journalist, omschreef de missie van Musawah als 'het terugveroveren van de islam op mannen die het tegen vrouwen gebruiken'.
Volgens mede-oprichter Zainah Anwar wil Musawah bijdragen aan grotere diversiteit in interpretaties, meningen en uitgangspunten, en het daardoor mogelijk maken dat gelijkheid en rechtvaardigheid worden erkend als onderdeel van de Islam. Uitdagingen waarmee Musawah zich geconfronteerd ziet zijn de verschillende interpretaties van de Koran, en het vinden van draagvlak voor mensenrechten gebaseerd op principes van de islam in plaats van op seculiere rechtsbeginselen.

## Organisatie en activiteiten
Het secretariaat van Musawah is momenteel gevestigd in Maleisië maar de organisatie is van plan om de vestigingsplaats te laten rouleren. Leden van Musawah werken wereldwijd samen met lokale organisaties die zich inzetten voor vrouwenrechten. Musawah publiceert voorlichtingsmateriaal en geeft onderzoeksopdrachten aan deskundigen op het gebied van islamitische wetgeving, geschiedenis en ethiek.

## Publicaties
- (en) Home Truths: A Global Report on Equality in the Muslim Family 2009